# Bic
Bic é uma empresa francesa com sede em Clichy. Fundada em 1945, é conhecida por fabricar produtos a base de plásticos, incluindo isqueiros, canetas, aparelhos de barbear e anteriormente pilhas e caiaques. A empresa compete com Compactor, Faber-Castell, Gillette, 3M, Newell Rubbermaid e Stabilo.

## História

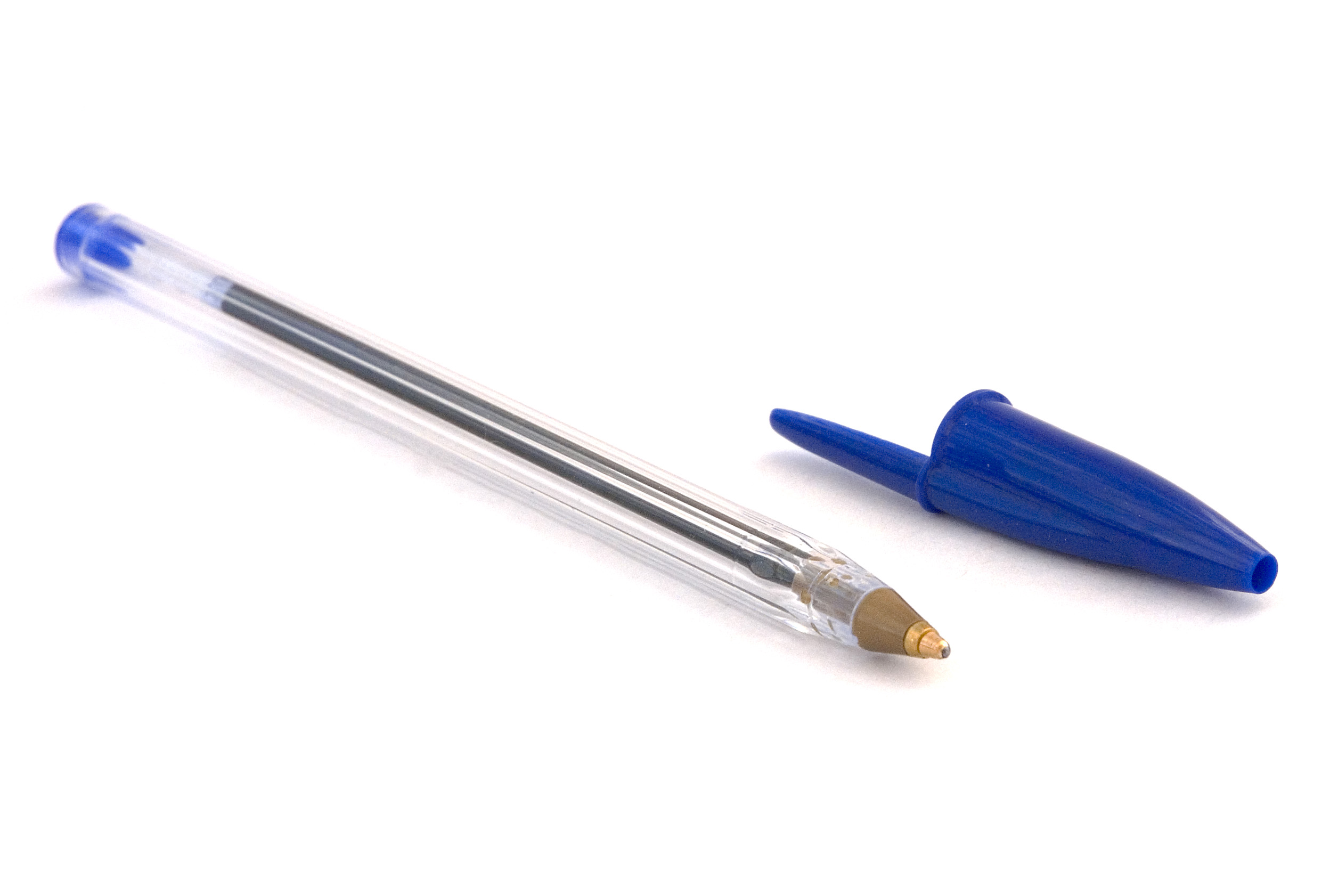
Caneta Bic Cristal, clássico da Bic.

Na França, em 1945, Marcel Bich, que fora gerente de produção para um fabricante de tintas francês, comprou, com seu sócio Edouard Buffard, uma fábrica fora de Paris e instalou uma empresa para fazer peças para canetas-tinteiro e lapiseiras.
À medida em que o negócio de peças para instrumentos de escrita começou a crescer, o desenvolvimento da esferográfica avançava, tanto na Europa como nos Estados Unidos, e Marcel Bich viu o enorme potencial desse novo instrumento de escrita.
Depois de obter os direitos das patentes para uma esferográfica criada pelo inventor húngaro e naturalizado argentino László Bíró (1899–1985), Marcel Bich lançou sua própria esferográfica em 27 de dezembro de 1950. Promovendo o produto como uma caneta confiável a preço acessível, chamou-a "Bic", uma versão mais curta e fácil de lembrar de seu próprio nome. Assim nasceu a Bic Cristal.
Ele alimentou o lançamento com publicidade efetiva e as vendas ultrapassaram suas próprias expectativas.
A empresa então expandiu seu leque de produtos e começou a entrar em mercados estrangeiros criando subsidiárias, adquirindo o controle de companhias estrangeiras ou através de agentes.  Desde 1950 as esferográficas Bic revolucionaram os hábitos de escrita de milhões de consumidores em todo o mundo, que continuam a valorizá-las por sua qualidade e preço acessível.

## Marcas e produtos

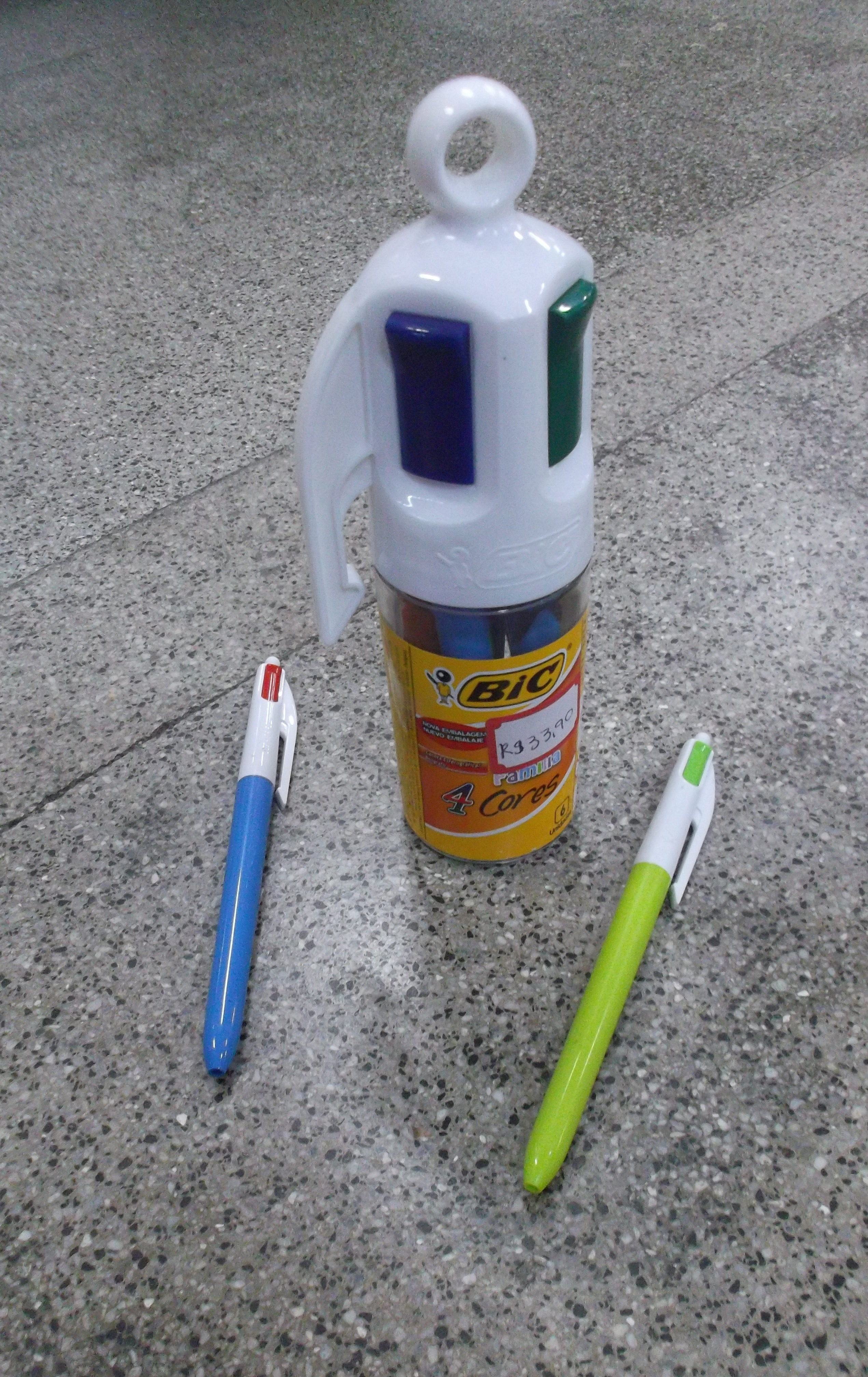
Embalagem Familiar da Bic 4 Cores e duas versões da BIC duas cores

Hoje, para satisfazer a necessidades específicas dos consumidores, a BIC oferece um leque de produtos de papelaria vendidos sob uma série de marcas:
- Instrumentos de escrita e marcadores com as marcas BIC, STYPEN e SHEAFFER;
- Colorir e Desenhar com as marcas CONTÉ e BIC KIDS;
- Produtos para corrigir com as marcas WITE-OUT e TIPP EX;

Em 2020, lançou linha de marcadores BodyMark, de tatuagens temporárias, especificamente concebida para o uso na pele e permite que o resultado permaneça por vários dias.
A caneta esferográfica BIC Cristal e o isqueiro Bic Chama entraram, em 2002 e 2005 respectivamente, para a coleção permanente do Museu de Arte Moderna de Nova York (MOMA), no Departamento de Arquitetura e Design.

### Caneta esferográfica
Em 1938, os irmãos László Bíró (um jornalista) e György Bíró (um químico) patentearam o design de caneta que trazia como diferencial uma pequena bolinha na ponta, que rolava e liberava a tinta do cartucho (o conceito era simples; à medida que a esfera rolava com o atrito na superfície do papel, entrava em contacto com a tinta e transferia-a para a superfície do mesmo). O diferencial do design de canetas dos irmãos Biró é que não apresentava vazamentos, ressecamento e problemas na distribuição de tinta. O design, porém, apresentava alguns problemas.
Em 1950, quando o francês Marcel Bich lançou sua primeira versão sob a licença dos irmãos Bíró, ele investiu em tecnologia suíça para conseguir uma esfera que permitisse que a tinta corresse livremente. Além disso, foi neste momento que o famoso furinho no corpo da caneta foi criado, com o objetivo de igualar a pressão atmosférica dentro e fora da caneta (a diferença na pressão fazia a caneta estourar), permitindo que a caneta pudesse ser usada dentro de um avião ou no topo de um prédio bem alto, por exemplo. Além disso, esse furinho também serve para prevenir vazamento de tinta. Se ele não existisse, conforme a tinta fosse consumida, um vácuo se formaria no lugar onde antes havia tinta e ela tenderia a vazar por trás.
Já em 1991, a empresa idealizou o formato da tampa de caneta com furo, que possibilita a passagem de ar quando o objeto é engolido, diminuindo os riscos de uma pessoa morrer asfixiada ao engolir a tampinha.
A empresa já vendeu mais de 100 bilhões de canetas esferográficas desde 1950.

## No Brasil
No Brasil desde 1956, a empresa possui uma fábrica em Manaus, Amazonas e outra na cidade de Cajamar, São Paulo.
O Brasil é o segundo maior mercado da empresa, tanto em volume de vendas quanto em faturamento,[carece de fontes?] ficando atrás apenas dos Estados Unidos. São vendidas cerca de 400 milhões de canetas esferográficas por ano.[carece de fontes?] Também produz e comercializa produtos de barbear (lâminas, aparelhos e produtos cosméticos para o barbear), pilhas e baterias, materiais escolares diversos (como lápis, colas e outros), e também produtos náuticos como veleiros e caiaques.
Em seu centro de pesquisa na Grécia, a marca desenvolveu, juntamente a pesquisadores brasileiros, o sistema de barbear Flex 4, primeira linha de aparelhos de barbear recarregáveis de quatro lâminas da marca em todo mundo. Foi o primeiro produto da América Latina lançado pela marca em primeira mão no país. Fabricado na Grécia, a linha Flex 4 passou a ser distribuída em outros países, após consolidação no Brasil.

### Situação

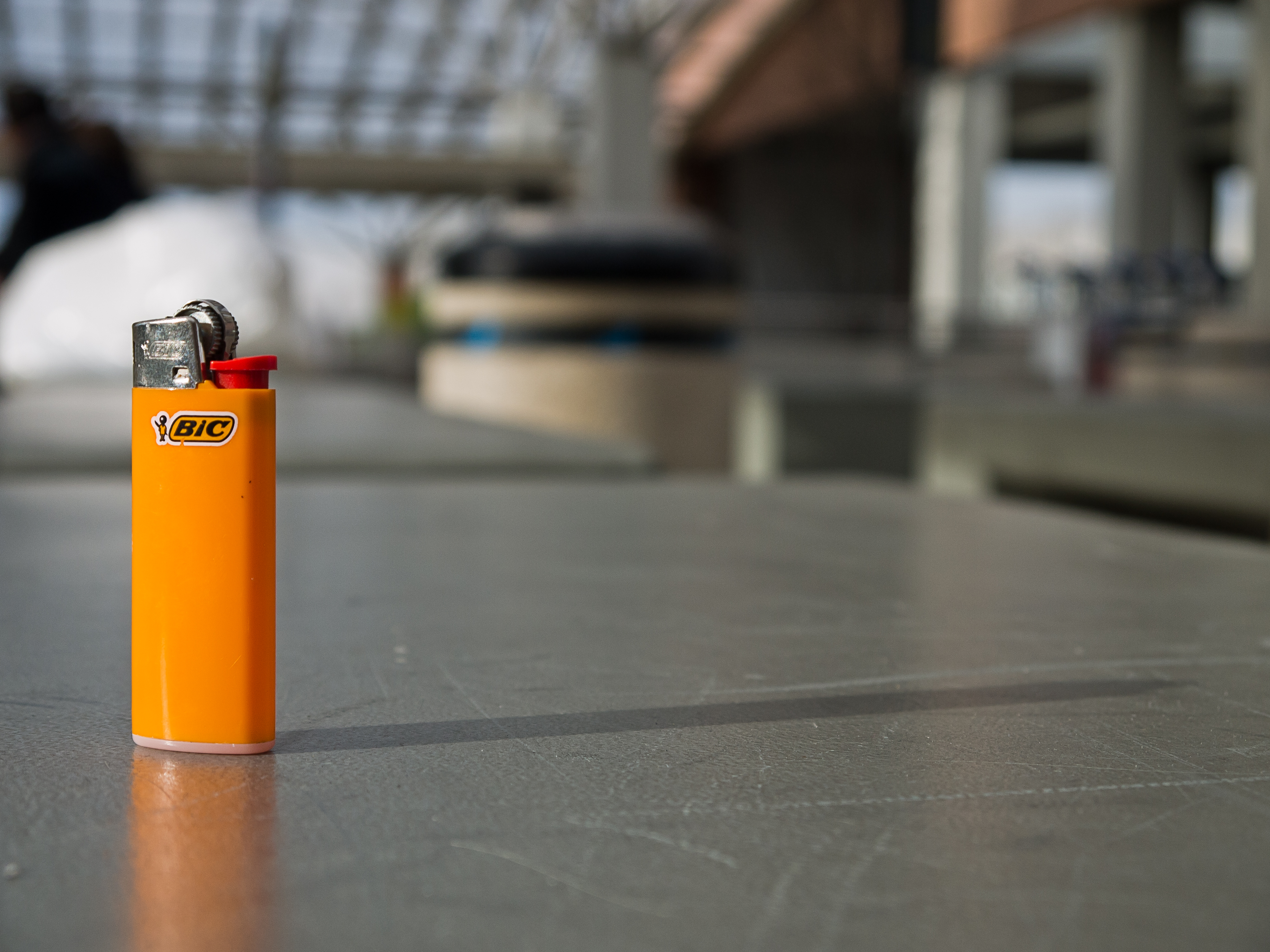
Isqueiro Bic

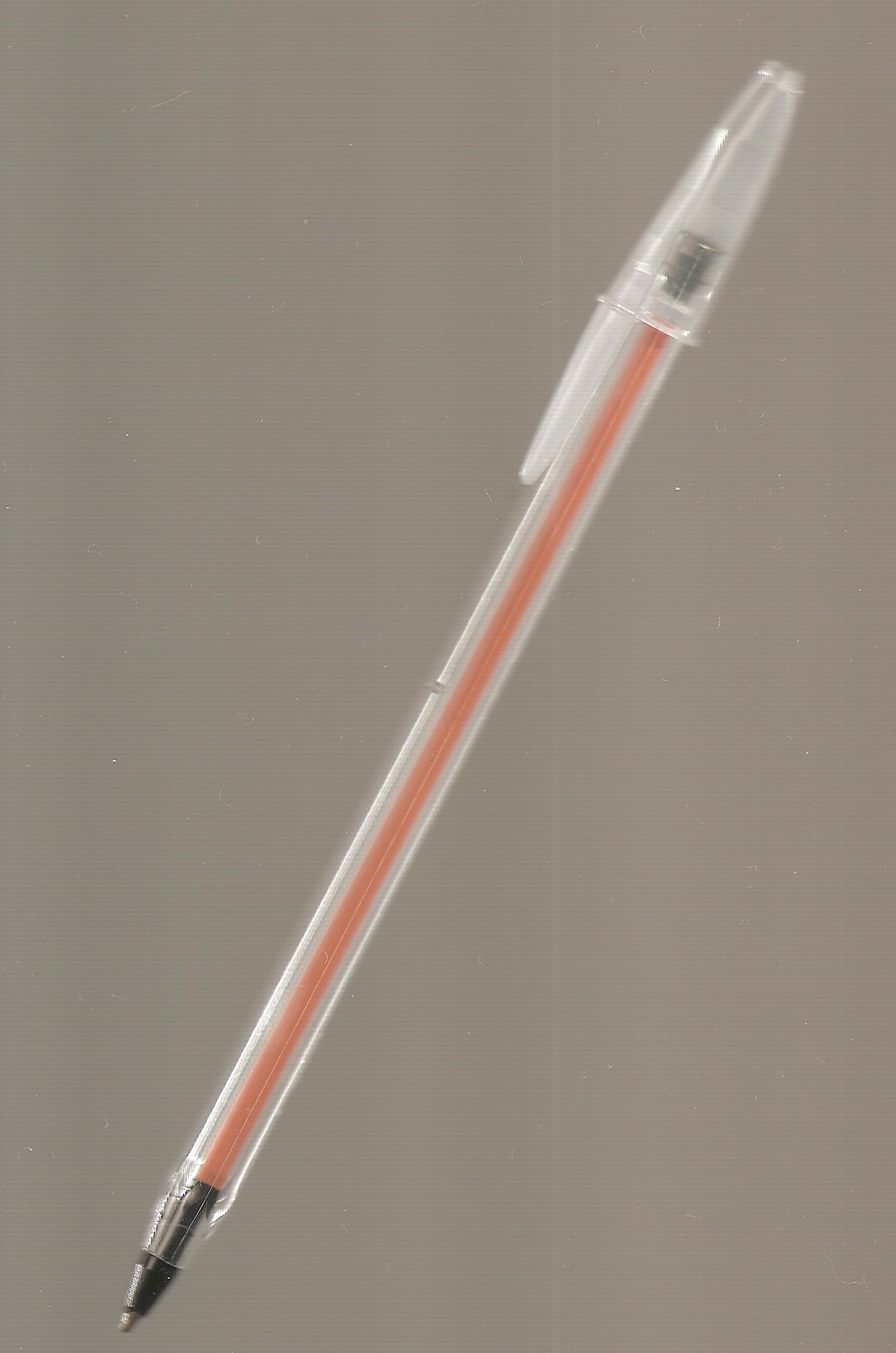
Caneta Bic Cristal Fine, disponível na América Latina na cor preta.

Em 2011, segundo o Diário Oficial de 20 de abril de 2012, a Bic Brasil vendeu R$ 261 569 000.  Em 2011, faturou líquido R$ 602 milhões, sendo a segunda unidade mais rentável e lucrativa do grupo, apenas atrás da unidade da Bic USA pelo terceiro ano consecutivo.
Também em 2012 lançou tesouras, novos apontadores, estiletes, colas Bond, pilhas, réguas de 30 cm, lápis Evolution pret com e sem borracha, lápis coloridos Evolution e as canetas hidrográficas Colors.
Em 2012 a Bic Brasil voltou a importar os isqueiros de acendimento eletrônico  BIC Electronic (grande) e Bic Minitronic (pequeno) ambos descartáveis que são importados da Espanha. Agora a Bic Brasil comercializa quatro tipos de isqueiros descartáveis: Chama Maxi (grande) e Chama Mini, ambos  com acendimento a pedra, e Electronic (grande) e Minitronic, ambos com acendimento eletrônico.
Em 2012, continuou comercializando no mercado nacional os acendedores eletrônicos Multi-Uso BIC MegaLighter em verde, vermelho e preto. No ano seguinte lançou seu novo produto na categoria de barbeadores, o barbeador recarregável Flex 4" com 4 lâminas independentes, cabeça móvel e fita lubrificante. O aparelho recarregável de barbear encontra-se em duas cores: dourado e preto e prata e preto. Também em 2013 a Bic Brasil ganhou mais uma vez o prêmio "MELHORES MARCAS", para caneta esferográfica com a Cristal e com a marca Pimaco para etiquetas adesivas.